# Lepadella monodi
Lepadella monodi är en hjuldjursart som beskrevs av Berzinš 1959. Lepadella monodi ingår i släktet Lepadella och familjen Lepadellidae. Inga underarter finns listade i Catalogue of Life.